# Aleksander Kuźba
Aleksander Kuźba (ur. 16 października 1979 w Bydgoszczy) – pianista, basista, kompozytor muzyki współczesnej, muzyki filmowej oraz muzyki ilustracyjnej.

## Dorobek artystyczny
Projekty Solowe:
- Jesień i Zima (1999/2000) – premiera płyty w radiowej Trójce 2 grudnia 2000 w audycji Stanisława Kasprzyka "New Age"

Projekty z Reflection Artists:
- Panorama (2003/2004) – premiera płyty w radiowej Trójce 23 października 2008 w audycji Jerzego Kordowicza "EL"  RMG
- Travel (2007) RMG
- Home (2012) - megatotal.pl / RMG

CD Solo
- Frozen Landscape (2013) RMG
- Sunrise (2013) RMG
- Metamorfoza (2018) RMG

November Twilight Trio
brak.
Partytury – projekty symfoniczne:
- Poemat Symfoniczny "Sallow" (2003) – na orkiestrę symfoniczną i chór mieszany
- Addictum – Oświęcim (2007) – na orkiestrę symfoniczną
- I Symfonia ofiarom Holocaustu (2009) – na sopran solo,orkiestrę symfoniczną, chór mieszany

Muzyka Filmowa oraz ilustracyjna:
- Współpraca z wydawnictwem Murator S.A – skomponowanie muzyki do reklamy telewizyjnej oraz na portal jestem.pl
- New Technology 3D – muzyka do reklam
- Emotion Pictures – muzyka
- NetPR – muzyka do reklam
- Raj (2009) – reż. Wojciech Dudzicz, etiuda filmowa
- Nudle (2009) Epilog Studio – serial animowany dla TVS
- Carte Blanche (2009) – reż. Kamil Krawiec, emitowany w TVP Kultura 18 listopada 2009
- Dorosłam... (2010) – etiuda filmowa, reż. Monika Kręcka
- Świnka (2010) – etiuda filmowa, reż. Mateusz Trusewicz dla Grupa Intase Films
- Odludzie (2010) – etiuda filmowa, reż. Wojciech Dudzicz